# Список керівників держав 539 року
Список керівників держав 539 року — це перелік правителів країн світу 539 року.
Список керівників держав 538 року — 539 рік — Список керівників держав 540 року — Список керівників держав за роками

## Європа
- Айлех — Форггус мак Муйредах (534/536-566)
- Айргіалла — Деймін Дейм Аргат (? 514—565)
- Арморика — Будік II (? — 544)
- Боспорська держава — до 540 невідомо
- Брихейніог — Рігенеу ап Райн (510—540)
- Брінейх — Кінгар (510-540-ві)
- король вестготів — Теудіс (531—548)
- Вессекс — Кінрік (534—560)
- Візантійська імперія — Юстиніан I (527—565)
- Королівство Гвент — Теудріг Святий (490—540)
- Королівство Гвінед — Майлгун ап Кадваллон (534—547)
- Гепіди — Елемунд (505? — 548)
- Дал Ріада — Габран мак Домангарт (538—558)
- Дівед — Гуртевір (495—540)
- Думнонія — Костянтин ап Кадор (530—560)
- Ебраук — Еліффер Творець Великого війська (500—560)
- Елмет — Лленног ап Масгвід (496—540)
- Ірландія — верховний король Діармайт мак Кербайлл (538/559-558)
- Король Італії — Вітігес (536—540)
- Кайр-Гвендолеу — Кейдіо ап Ейніон (505—550)
- Лазика — Цате I (521—540)
- Король лангобардів Валтарій (539/540-546)
- Морганнуг — Кадок Мудрий (523—580)
- Мунстер — Крімтанн Срем (522/525-542)
- Пік — Сауїл Зарозумілий (525—590), Дунотінґ (або Дунаут) — Дінод Міцний (525—595)
- Король піктів — Кейлтрам I (537—538/543)
- Королівство Повіс — Морган ап Кінген (530—540)
- Регед Північний — Кінварх ап Мейрхіон (535-570); Південний — Елідір Лідануїн (535-560)
- Королівство Сассекс — Кісса I (514—541)
- Королівство свевів до 550 захоплено вестготами
- Стратклайд — Клінох ап Дінвал (508—540)
- Улад — Еохайд мак Кондлай мак Каолбад (532—553)
- Уснех — Діармайт мак Кербайлл (538—551/554)
- Франкське королівство:
  - Австразія — Теодеберт I (533—548)
  - Суассонське королівство — Хлотар I (511—561)
  - Паризьке королівство — Хільдеберт I (511—558)
- Швеція — Адільс (520—550)
- Святий Престол — папа римський — Вігілій (537-555)
- Константинопольський патріарх — Мина (536-552)

## Азія
- Близький Схід:
  - Гассаніди — Аль-Харіс ібн Джабала (529—569)
  - Кінда до 547 — невідомо
  - Лахміди — Аль-Мундір III ібн аль-Нуман (505/506 — 554)
- Кавказька Албанія — марзпанство Персії (до 636)
- Індія:
  - Династія Вішнукундіна — Індрабхаттарака Варма (527—555)
  - Західні Ганги — Дурвініта (495—535 або 579)
  - Імперія Гуптів — Кумарагупта III (530—550)
  - правитель ефталітів Торамана II (530/542—570)
  - володар держави ефталітів і алхон-гунів в Ганджхарі, Кашмірі і Пенджабі Праварасена (530—590)
  - Династія Майтрака — Друвасена I (520—550)
  - Раджарата — раджа Сілакала Амбосаманера (526—539); Датаппабхуті (539—540)
- Індонезія:
  - Тарума — Сур'яварман (535—561)
- Китай:
  - Туюхун (Тогон) — Муюн Фулянчоу (490—540)
  - Жужанський каганат — Юйцзюлюй Анагуй (520—552 — з перервою)
  - Династія Західна Вей — Юань Баоцзюй (535—551)
- Корея:
  - Когурьо — тхеван (король) Анвон (531-542)
  - Пекче — король Сон (523—554)
  - Сілла — ісагим (король) Попхин Великий (514—540)
- Паган — король Тінлі Пайк (532—547)
- Персія:
  - Держава Сасанідів — шахіншах Хосров I Ануширван (531—579)
- Середня Азія:
  - Гаоцзюй — Біді (537-540)
- Фунанське королівство — Рудраварман I (514—550)
- Хим'яр — Абраха аль-Ашрам (536—570)
- Японія — Імператор Сенка (536—539); Імператор Кіммей (539—551)

## Африка
- Преторіанська префектура Африки Візантійської імперії — Симмах (536—539); Соломон (539-544)
- Мавро-римське царство — Мастігас (535—541)

## Північна Америка
- Мутульське царство — Вак-Чан-К'авііль (537-562)
- Баакульське царство — К'ан-Хой-Читам I (524/529-565)
- Шукуупське царство — Ві'-Йоль-К'ініч (532—551)